# 거식증
거식증(拒食症, 영어: anorexia nervosa 또는 anorexia)은 식사장애 중 하나로, 살이 찌는 것에 대한 강한 두려움으로 인해 먹는 것을 거부하거나 두려워하는 병적 증상이다. 또한 정신질환 또는 다른 질병으로 극단적으로 식욕을 잃거나 음식을 거부하는 것도 거식증이라 불린다. 다른 말로 신경성 식욕 부진증이라고 한다.

## 정의
신경성 식욕부진증은 대표적인 섭식장애의 하나로, 살을 빼려는 지속적인 행동, 체중 감소, 음식과 체중과 연관된 부적절한 집착, 음식을 다루는 기이한 행동, 살이 찌는 것에 대한 강한 두려움 그리고 무월경 등을 주요 특징으로 하는 질환이다.

## 원인
생물학적, 사회적, 심리학적 요인이 신경성 식욕부진증의 원인으로 여겨진다. 시상하부-뇌하수체 축의 이상이나 뇌의 구조적 기능적 이상 등의 생물학적 연구 보고가 있다. 사회적 요인으로는 운동과 날씬함에 대한 사회적 이슈와 관련 있으며, 심리학적, 정신 역동학적 요인으로는 어머니로부터의 심리적 독립 등이 원인으로 제기되고 있다. 

## 증상
체중 증가와 비만에 대한 강한 두려움이 존재하고 치료에 저항한다. 체중 감소와 연관된 부적절한 식이 행동은 비밀스럽게 이루어지는 경우가 많고 가족과 함께 또는 공공장소에서 식사하는 것을 꺼려한다.
식욕부진(anorexia)이란 용어는 잘못 사용되는 면이 있는데, 실제 식욕이 감소한 경우는 질환 말기에 이르기 전까지는 흔하지 않다. 폭식이 동반되는 경우가 있는데 대체로 은밀하게 이루어지고 밤에 일어나는 경우가 많다. 폭식 이후에는 스스로 구토를 유도하거나 하제를 이용하여 제거하는 행동이 따르는 경우가 흔하다.
하제와 이뇨제를 남용하고 상당한 양의 운동을 습관적으로 행하는 경우가 흔하다. 음식을 온 집안에 숨겨 놓는 등의 음식과 관련된 부적절한 행동을 보이는 경우가 흔하다. 저체온증, 무월경, 부종, 그리고 저혈압 등의 다양한 내과적 문제가 발생한다.

## 같이 보기
- 수척(en:Emaciation, 쇠약)
- 야식증